# レオン・シューブラック
レオン・シューブラック（Léon Choubrac、1847年11月17日 - 1885年4月5日）はフランスのイラストレーター、ポスター画家である。「Hope」の筆名で活動した。

## 略歴
パリのデザイナー、ヴィクトル・ シューブラック(Victor Choubrac: 1823-1884)の息子に生まれた。弟にアルフレッド・シューブラック(Alfred Choubrac: 1853-1902)がいて、アルフレッドもイラストレーターとして活躍し、2人は共同でアトリエを運営した。パリ国立高等美術学校に弟と共に学び、伝統的な画家、イジドール・ピルスやシャルル・ボエルの指導を受けた 。19世紀末の多色刷り版画(chromolithography)の技法の進展による、ポスター美術が脚光を浴びた時代の作家の一人である。
シューブラック兄弟は1875年頃にはポスター制作を始め、この分野のパイオニアであるジュール・シェレとともに、技術の進歩に貢献し、1881年にパリのポスター掲示の規制が緩和されたこともあり、色鮮やかポスターがベル・エポックの時代のパリの街に掲示されるようになった。弟のアルフレッドとAteliers Choubracを設立し 、文芸雑誌「ジル・ブラス」や風刺雑誌「Le Courrier français」などに挿絵を描いた。エミール・ゾラの小説に挿絵を描いた。
レオン・シューブラックは37歳でパリで死去するが、弟は多くの商業ポスターの制作を続けた。

## 作品

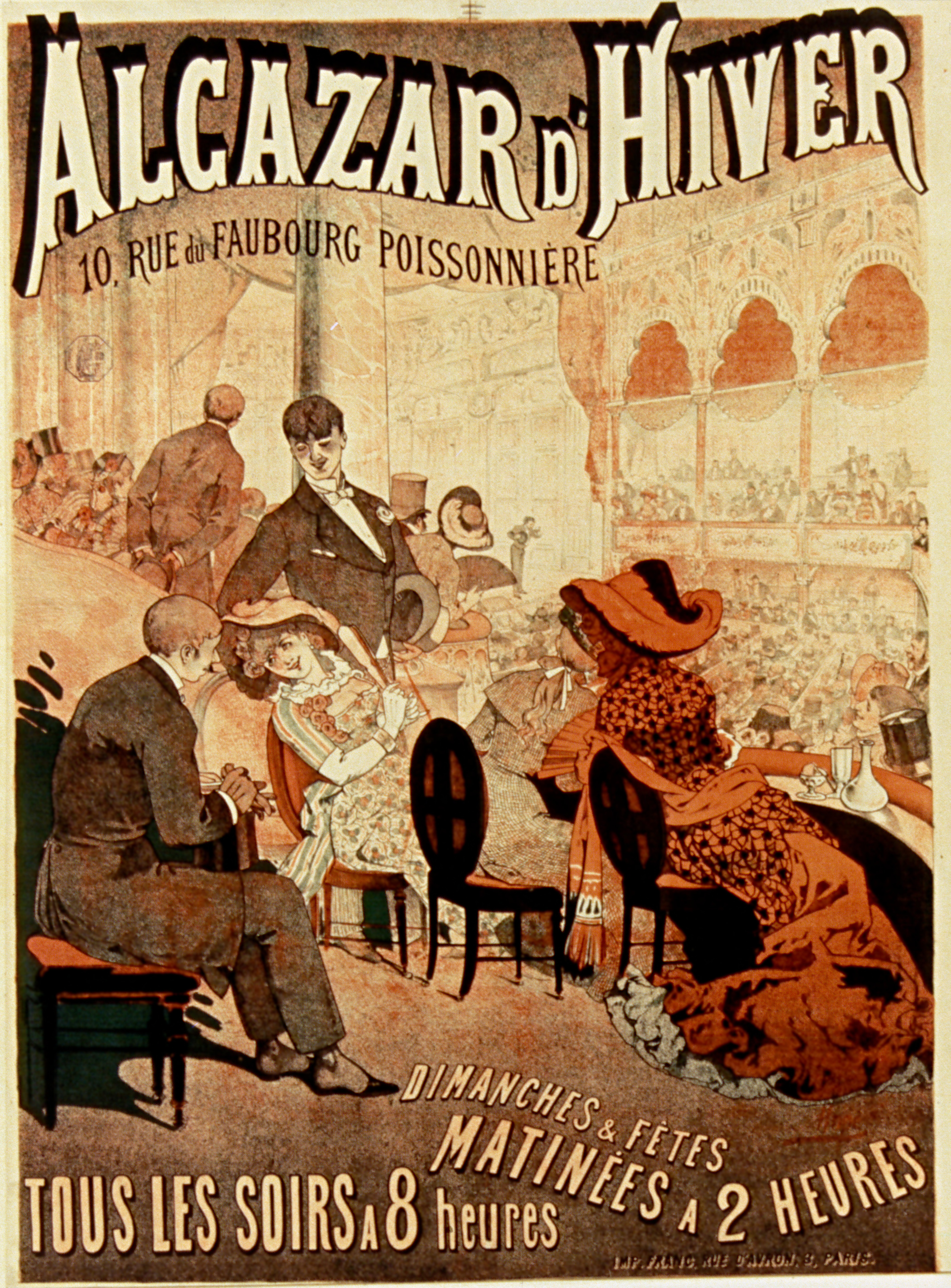
カフェ・コンセール「Alcazar d'Hiver」のポスター
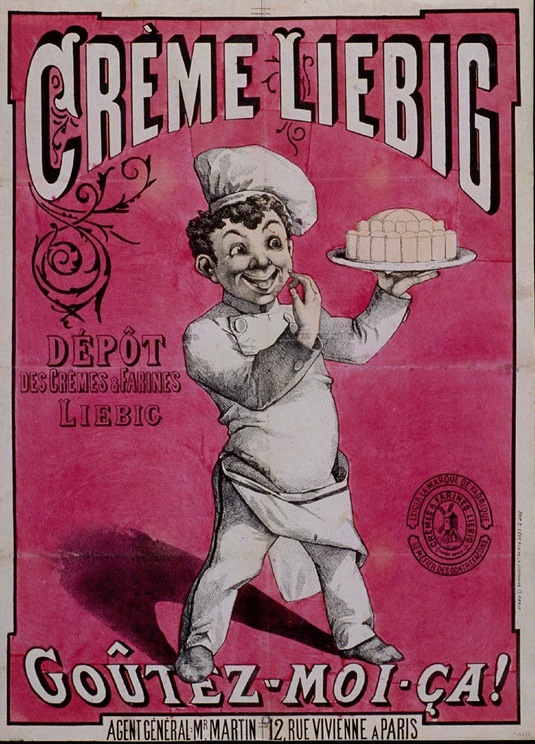
食べ物のポスター
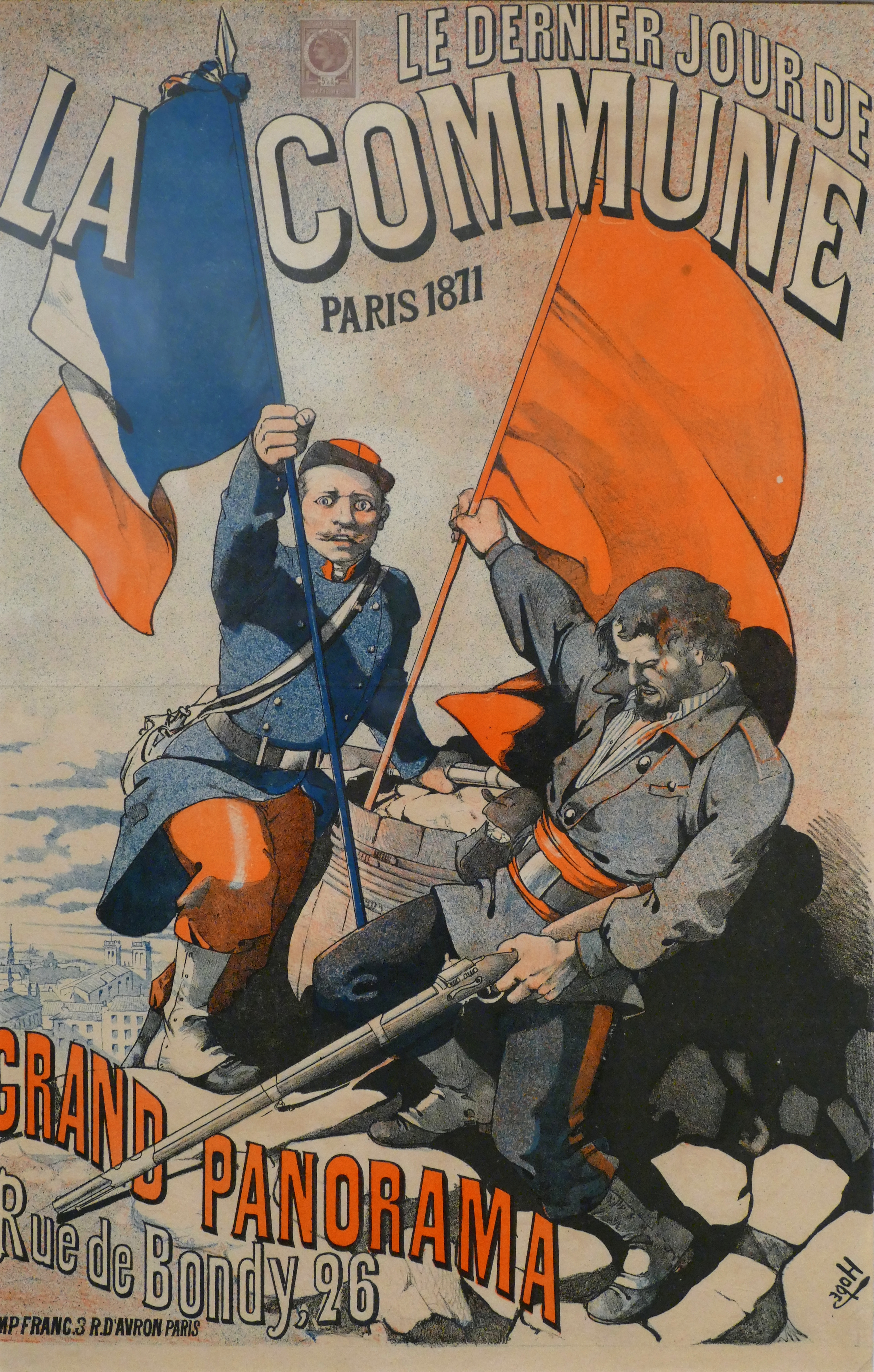
展覧会ポスター
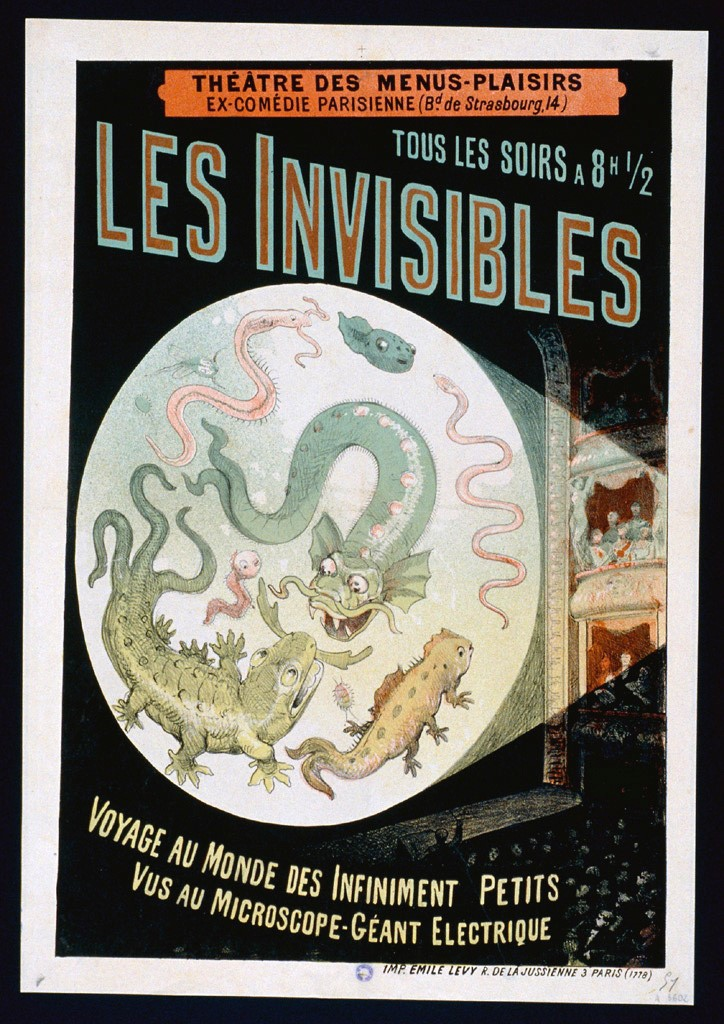
劇場ポスター